# Meidericher Spielverein Duisburg 2022-2023
Questa voce raccoglie le informazioni riguardanti il Meidericher Spielverein Duisburg nelle competizioni ufficiali della stagione 2022-2023.

## Stagione
Nella stagione 2022-2023 il Duisburg, allenato da Torsten Ziegner, concluse il campionato di 3. Liga al 12º posto.

## Rosa
| N. |                     | Ruolo | Calciatore         |
| -- | ------------------- | ----- | ------------------ |
| 1  | Germania (bandiera) | P     | Vincent Müller     |
| 2  | Germania (bandiera) | D     | Baran Mogultay     |
| 4  | Germania (bandiera) | D     | Marvin Senger      |
| 5  | Germania (bandiera) | D     | Leroy Kwadwo       |
| 6  | Germania (bandiera) | C     | Marvin Bakalorz    |
| 7  | Germania (bandiera) | C     | Kolja Pusch        |
| 8  | Germania (bandiera) | C     | Hamza Anhari       |
| 9  | Germania (bandiera) | C     | Alaa Bakir         |
| 10 | Germania (bandiera) | A     | Moritz Stoppelkamp |
| 11 | Marocco (bandiera)  | A     | Aziz Bouhaddouz    |
| 13 | Germania (bandiera) | A     | Julian Hettwer     |
| 15 | Germania (bandiera) | D     | Tobias Fleckstein  |
| 16 | Germania (bandiera) | C     | Jonas Michelbrink  |
| 17 | Germania (bandiera) | C     | Marvin Knoll       |

| N. |                      | Ruolo | Calciatore        |
| -- | -------------------- | ----- | ----------------- |
| 18 | Germania (bandiera)  | C     | Caspar Jander     |
| 19 | Germania (bandiera)  | A     | Chinedu Ekene     |
| 20 | Germania (bandiera)  | A     | Marvin Ajani      |
| 21 | Venezuela (bandiera) | D     | Rolf Feltscher    |
| 23 | Germania (bandiera)  | C     | Niclas Stierlin   |
| 24 | Germania (bandiera)  | P     | Maximilian Braune |
| 26 | Germania (bandiera)  | D     | Vincent Gembalies |
| 27 | Germania (bandiera)  | A     | Phillip König     |
| 28 | Germania (bandiera)  | D     | Sebastian Mai     |
| 29 | Germania (bandiera)  | D     | Joshua Bitter     |
| 31 | Germania (bandiera)  | A     | Benjamin Girth    |
| 32 | Germania (bandiera)  | D     | Niklas Kölle      |
| 33 | Germania (bandiera)  | P     | Lukas Raeder      |
| 37 | Germania (bandiera)  | C     | Marlon Frey       |

## Organigramma societario
Area tecnica
- Allenatore: Torsten Ziegner
- Allenatore in seconda: Michael Hiemisch, Philipp Klug
- Preparatore dei portieri: Sven Beuckert
- Preparatori atletici: Ruben Solis

## Calciomercato

### Sessione estiva
| Acquisti | Acquisti          | Acquisti               | Acquisti |
| R.       | Nome              | da                     | Modalità |
| -------- | ----------------- | ---------------------- | -------- |
| C        | Jonas Michelbrink | Hertha Berlino         |          |
| A        | Benjamin Girth    | Eintracht Braunschweig |          |
| P        | Lukas Raeder      | Lokomotiv Plovdiv      |          |
| D        | Joshua Bitter     | Energie Cottbus        |          |
| D        | Niklas Kölle      | Hoffenheim II          |          |
| A        | Phillip König     | Holstein Kiel II       |          |
| D        | Sebastian Mai     | Dinamo Dresda          |          |
| P        | Vincent Müller    | PSV                    |          |
| D        | Marvin Senger     | Kaiserslautern         |          |

| Cessioni | Cessioni        | Cessioni         | Cessioni |
| R.       | Nome            | a                | Modalità |
| -------- | --------------- | ---------------- | -------- |
| D        | Luca Nikolai    | SpVg Schonnebeck |          |
| A        | Rudolf Ndualu   | Babelsberg       |          |
| A        | Orhan Ademi     | UTA Arad         |          |
| P        | Jo Coppens      | Sint-Truiden     |          |
| P        | Roman Schabbing | Preußen Münster  |          |
| D        | Oliver Steurer  | Oldenburg        |          |
| D        | Stefan Velkov   | Vejle            |          |
| P        | Leo Weinkauf    | Hannover 96      |          |
| A        | John Yeboah     | Śląsk Breslavia  |          |

### Sessione invernale
| Acquisti | Acquisti | Acquisti | Acquisti |
| R.       | Nome     | da       | Modalità |
| -------- | -------- | -------- | -------- |

| Cessioni | Cessioni    | Cessioni | Cessioni |
| R.       | Nome        | a        | Modalità |
| -------- | ----------- | -------- | -------- |
| A        | Gordon Wild | Bocholt  |          |

## Risultati

### 3. Liga

#### Girone di andata
| Arbitro: | Hanslbauer |

|            |           |  |
| Köhler 82’ | Marcatori |  |

| Arbitro: | Ittrich |

|                             |           |                          |
| Bakalorz 6’ Stoppelkamp 52’ | Marcatori | 67’ Engelmann 71’ Ennali |

| Arbitro: | Speckner |

|  |           |           |
|  | Marcatori | 36’ Ekene |

| Arbitro: | Oldhafer |

|                                           |           |             |
| Bitter 30’ Bouhaddouz 49’ Stoppelkamp 58’ | Marcatori | 68’ Fahrner |

| Arbitro: | Haslberger |

|  |           |                                                   |
|  | Marcatori | 35’ (aut.) Fedl 65’ Müller 68’ (rig.) Stoppelkamp |

| Arbitro: | Hempel |

|           |           |              |
| Girth 72’ | Marcatori | 47’ Krasniqi |

| Arbitro: | Fritz |

|                                               |           |                   |
| Vrenezi 2’, 32’ Lakenmacher 12’ Deichmann 35’ | Marcatori | 42’ (aut.) Hiller |

| Arbitro: | Benen |

|  |           |                     |
|  | Marcatori | 72’ (rig.) Kutschke |

| Arbitro: | Bauer |

|           |           |  |
| Knost 57’ | Marcatori |  |

| Arbitro: | Erbst |

|              |           |  |
| Bakalorz 65’ | Marcatori |  |

| Arbitro: | Eckermann |

|                                 |           |  |
| Mustafa 12’ Koffi 82’ Suero 90’ | Marcatori |  |

| Arbitro: | Bickel |

|                             |           |  |
| Broschinski 38’ Pašalić 67’ | Marcatori |  |

| Arbitro: | Gerach |

|                |           |             |
| Bouhaddouz 61’ | Marcatori | 30’ Siebert |

| Arbitro: | Oldhafer |

|           |           |                                               |
| Wurtz 62’ | Marcatori | 54’ (aut.) Jacobsen 56’ Pusch 89’ Stoppelkamp |

| Arbitro: | Hempel |

|           |           |                  |
| Kölle 65’ | Marcatori | 38’ Nollenberger |

| Arbitro: | Speckner |

|  |           |                            |
|  | Marcatori | 27’ (aut.) Sorge 49’ Pusch |

| Arbitro: | Stegemann |

|  |           |                 |
|  | Marcatori | 59’ Brackelmann |

| Arbitro: | Welz |

|                          |           |                                |
| Grimaldi 87’ Rabihic 90’ | Marcatori | 9’ Jander 22’ Girth 72’ Bitter |

| Arbitro: | Exner |

|         |           |                                     |
| Mai 43’ | Marcatori | 24’ Martinovic 47’ Lebeau 55’ Pledl |

#### Girone di ritorno
| Arbitro: | Kessel |

|                 |           |                           |
| Stoppelkamp 50’ | Marcatori | 18’ Kleinhansl 36’ Tesche |

| Arbitro: | Hanslbauer |

|                 |           |                 |
| Ríos-Alonso 53’ | Marcatori | 88’ Stoppelkamp |

| Arbitro: | Ballweg |

|                                                       |           |  |
| Fleckstein 24’ Stoppelkamp 41’ Stierlin 49’ Pusch 68’ | Marcatori |  |

| Arbitro: | Fuchs |

|                |           |  |
| Schmid 9’, 49’ | Marcatori |  |

| Duisburg 25 febbraio 2023, ore 14:00 CET 24ª giornata | Duisburg   | 0 – 0 referto | Meppen | Schauinsland-Reisen-Arena (10 446 spett.)\| Arbitro: \| Gansloweit \| |
| Arbitro:                                              | Gansloweit |               |        |                                                                       |

| Arbitro: | Nouhoum |

|                           |           |                                |
| Starke 26’ Hasenhüttl 87’ | Marcatori | 20’, 23’ Hettwer 40’ Feltscher |

| Arbitro: | Erbst |

|                       |           |                                   |
| Hettwer 77’ Bakir 80’ | Marcatori | 61’ Boyamba 72’ (aut.) Fleckstein |

| Arbitro: | Kessel |

|                                   |           |  |
| Kammerknecht 67’ Girth 76’ (aut.) | Marcatori |  |

| Arbitro: | Bickel |

|                                 |           |                            |
| Girth 12’ Hettwer 45’ Bakir 85’ | Marcatori | 28’, 50’ Baack 45’ Wolfram |

| Arbitro: | Bacher |

|                       |           |                        |
| Bolyki 10’ Müller 58’ | Marcatori | 17’ Bakalorz 61’ Ajani |

| Arbitro: | Hanslbauer |

|                     |           |                    |
| Kölle 32’ Girth 62’ | Marcatori | 13’, 39’ Woltemade |

| Arbitro: | Brombacher |

|  |           |                                                                        |
|  | Marcatori | 25’ Papadopoulos 57’ Njinmah 66’ Eberwein 70’ (aut.) Senger 75’ Pfanne |

| Arbitro: | Jöllenbeck |

|                            |           |                   |
| Meißner 30’ Mai 33’ (aut.) | Marcatori | 4’ Frey 17’ Knoll |

| Arbitro: | Stegemann |

|                  |           |           |
| Pusch 90’ (rig.) | Marcatori | 26’ Wurtz |

| Arbitro: | Sather |

|  |           |                                         |
|  | Marcatori | 7’, 55’ Kölle 65’ Hettwer 76’ Feltscher |

| Arbitro: | Gansloweit |

|                               |           |  |
| Girth 23’ Kölle 62’ Pusch 65’ | Marcatori |  |

| Arbitro: | Fuchs |

|                        |           |  |
| Civeja 42’ Schmidt 58’ | Marcatori |  |

| Arbitro: | Oldhafer |

|                                   |           |                         |
| Michelbrink 27’ Becker 41’ (aut.) | Marcatori | 38’ Rizzuto 56’ Rabihic |

| Arbitro: | Haslberger |

|                                 |           |                |
| Martinovic 6’ Pledl 18’ Taz 72’ | Marcatori | 87’ Bouhaddouz |

## Statistiche

### Statistiche di squadra
| Competizione | Punti | In casa | In casa | In casa | In casa | In casa | In casa | In trasferta | In trasferta | In trasferta | In trasferta | In trasferta | In trasferta | Totale | Totale | Totale | Totale | Totale | Totale | DR |
| Competizione | Punti | G       | V       | N       | P       | Gf      | Gs      | G            | V            | N            | P            | Gf           | Gs           | G      | V      | N      | P      | Gf     | Gs     | DR |
| ------------ | ----- | ------- | ------- | ------- | ------- | ------- | ------- | ------------ | ------------ | ------------ | ------------ | ------------ | ------------ | ------ | ------ | ------ | ------ | ------ | ------ | -- |
| 3. Liga      | 46    | 19      | 4       | 10      | 5       | 28      | 28      | 19           | 7            | 3            | 9            | 26           | 30           | 38     | 11     | 13     | 14     | 54     | 58     | -4 |
| Totale       | 46    | 19      | 4       | 10      | 5       | 28      | 28      | 19           | 7            | 3            | 9            | 26           | 30           | 38     | 11     | 13     | 14     | 54     | 58     | -4 |

### Andamento in campionato
| Giornata  | 1  | 2  | 3  | 4 | 5 | 6 | 7 | 8  | 9  | 10 | 11 | 12 | 13 | 14 | 15 | 16 | 17 | 18 | 19 | 20 | 21 | 22 | 23 | 24 | 25 | 26 | 27 | 28 | 29 | 30 | 31 | 32 | 33 | 34 | 35 | 36 | 37 | 38 |
| --------- | -- | -- | -- | - | - | - | - | -- | -- | -- | -- | -- | -- | -- | -- | -- | -- | -- | -- | -- | -- | -- | -- | -- | -- | -- | -- | -- | -- | -- | -- | -- | -- | -- | -- | -- | -- | -- |
| Luogo     | T  | C  | T  | C | T | C | T | C  | T  | C  | T  | T  | C  | T  | C  | T  | C  | T  | C  | C  | T  | C  | T  | C  | T  | C  | T  | C  | T  | C  | C  | T  | C  | T  | C  | T  | C  | T  |
| Risultato | P  | N  | V  | V | V | N | P | P  | P  | V  | P  | P  | N  | V  | N  | V  | P  | V  | P  | P  | N  | V  | P  | N  | V  | N  | P  | N  | N  | N  | P  | N  | N  | V  | V  | P  | N  | P  |
| Posizione | 16 | 13 | 10 | 8 | 5 | 6 | 9 | 10 | 12 | 10 | 11 | 12 | 12 | 11 | 12 | 10 | 11 | 10 | 11 | 12 | 12 | 11 | 12 | 12 | 12 | 12 | 13 | 13 | 11 | 12 | 13 | 13 | 12 | 12 | 11 | 11 | 12 | 12 |

Legenda:

Luogo: C = Casa; T = Trasferta. Risultato: V = Vittoria; N = Pareggio; P = Sconfitta.

### Statistiche dei giocatori
| M. Ajani       | 35 | 1 | 5  | 0 |
| H. Anhari      | 2  | 0 | 1  | 0 |
| M. Bakalorz    | 30 | 3 | 5  | 0 |
| A. Bakir       | 15 | 2 | 1  | 0 |
| J. Bitter      | 30 | 2 | 5  | 1 |
| A. Bouhaddouz  | 27 | 3 | 2  | 1 |
| M. Braune      | 6  | 0 | 1  | 0 |
| C. Ekene       | 23 | 1 | 1  | 0 |
| R. Feltscher   | 17 | 2 | 1  | 0 |
| T. Fleckstein  | 20 | 1 | 4  | 1 |
| M. Frey        | 33 | 1 | 3  | 1 |
| V. Gembalies   | 0  | 0 | 0  | 0 |
| B. Girth       | 19 | 5 | 1  | 0 |
| J. Hettwer     | 25 | 5 | 2  | 0 |
| C. Jander      | 29 | 1 | 6  | 1 |
| M. Knoll       | 9  | 1 | 0  | 0 |
| L. Kwadwo      | 10 | 0 | 5  | 0 |
| N. Kölle       | 29 | 5 | 3  | 0 |
| P. König       | 18 | 0 | 2  | 0 |
| S. Mai         | 26 | 1 | 12 | 0 |
| J. Michelbrink | 13 | 1 | 0  | 0 |
| B. Mogultay    | 26 | 0 | 4  | 0 |
| V. Müller      | 31 | 1 | 1  | 0 |
| K. Pusch       | 32 | 5 | 4  | 0 |
| L. Raeder      | 2  | 0 | 0  | 0 |
| M. Senger      | 28 | 0 | 6  | 1 |
| N. Stierlin    | 28 | 1 | 7  | 0 |
| M. Stoppelkamp | 28 | 7 | 4  | 0 |
| G. Wild        | 5  | 0 | 0  | 0 |